# Góra (gmina)
Góra – gmina miejsko-wiejska w województwie dolnośląskim, w powiecie górowskim. W latach 1975–1998 gmina położona była w województwie leszczyńskim.
Siedzibą władz gminy jest miasto Góra.
Według danych z 31 grudnia 2015 gminę zamieszkiwało 20 426 osób. Natomiast według danych z 30 czerwca 2020 roku gminę zamieszkiwało 19 759 osób.

## Struktura powierzchni
Według danych z roku 2002 gmina Góra ma obszar 268,74 km², w tym:
- użytki rolne: 66%
- użytki leśne: 23%

Gmina stanowi 36,41% powierzchni powiatu.

## Demografia

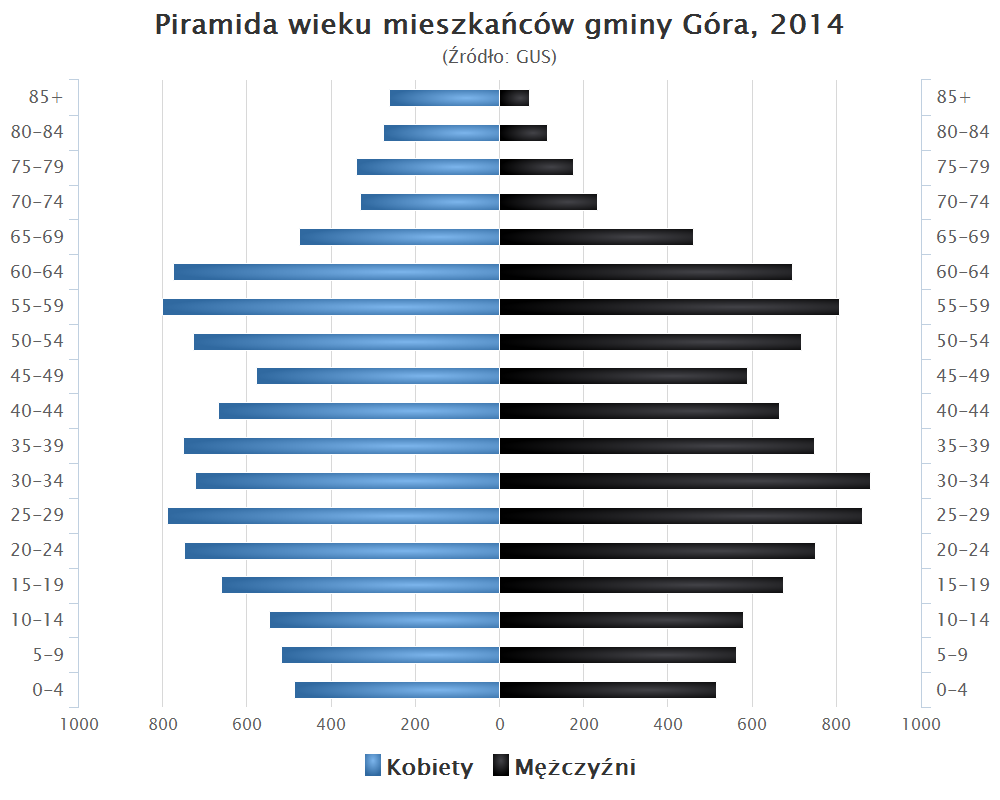
Piramida wieku mieszkańców gminy Góra w 2014 roku

Dane z 30 czerwca 2004:
| Opis                              | Ogółem | Ogółem | Kobiety | Kobiety | Mężczyźni | Mężczyźni |
| --------------------------------- | ------ | ------ | ------- | ------- | --------- | --------- |
| jednostka                         | osób   | %      | osób    | %       | osób      | %         |
| populacja                         | 20 919 | 100    | 10 682  | 51,1    | 10 237    | 48,9      |
| gęstość zaludnienia (mieszk./km²) | 77,8   | 77,8   | 39,7    | 39,7    | 38,1      | 38,1      |

## Sołectwa
Borszyn Mały, Borszyn Wielki, Bronów, Brzeżany, Chróścina, Czernina, Czernina Dolna, Czernina Górna, Glinka, Gola Górowska, Grabowno, Jastrzębia, Kietlów, Kłoda Górowska, Kruszyniec, Ligota, Łagiszyn, Nowa Wioska, Osetno, Osetno Małe, Polanowo, Radosław, Rogów Górowski, Ryczeń, Sławęcice, Stara Góra, Strumienna, Strumyk, Sułków, Szedziec, Ślubów, Wierzowice Małe, Wierzowice Wielkie, Witoszyce, Włodków Dolny, Zawieścice.

## Sąsiednie gminy
Bojanowo, Jemielno, Niechlów, Rydzyna, Święciechowa, Wąsosz.